# Mesosa revoluta
Mesosa revoluta är en skalbaggsart som först beskrevs av Francis Polkinghorne Pascoe 1865.  Mesosa revoluta ingår i släktet Mesosa och familjen långhorningar. Inga underarter finns listade i Catalogue of Life.